# Siegfried Wentz
Siegfried Wentz (* 7. března 1960, Röthenbach u Svatého Wolfganga, Bavorsko) je bývalý západoněmecký atlet, jehož specializací byl desetiboj.
Největší úspěchy své kariéry zaznamenal v polovině osmdesátých let, když postupně vybojoval tři bronzové medaile. První získal na premiérovém MS v atletice v Helsinkách v roce 1983. O rok později stejný kov bral na letních olympijských hrách v Los Angeles a v roce 1986 rovněž na evropském šampionátu ve Stuttgartu. Stříbrnou medaili vybojoval na druhém světovém šampionátu v Římě v roce 1987, kde prohrál jen s Torstenem Vossem, který nasbíral o 219 bodů více. V témže roce se mu podařilo získat také zlatou medaili na světové letní univerziádě v Záhřebu (8 348 bodů).
Již v roce 1979 v Bydhošti se stal juniorským mistrem Evropy. 15. února 1986 v Dortmundu vytvořil výkonem 6 163 bodů nový halový světový rekord v sedmiboji. Ten o tři roky později překonal Francouz Christian Plaziat.